# قاتل اهلی
قاتل اهلی فیلمی ایرانی محصول ۱۳۹۵ به کارگردانی و نویسندگی مسعود کیمیایی و تهیه‌کنندگی منصور لشکری قوچانی است.  پرویز پرستویی بازیگر اصلی آن است. این فیلم اولین بار در سی و پنجمین دوره جشنواره فیلم فجر به نمایش درآمد و در ۱ آذر ۱۳۹۶ در سینماهای ایران اکران شده‌است.

## خلاصۀ داستان
حاج‌آقا دکتر جلال سروش (پرویز پرستویی)، کارآفرین موفق بخش خصوصی، تصمیم به افشای خیانت‌های شرکت پیسارو که مافیای قدرت و ثروت است می‌گیرد. سیاوش مطلق (امیر جدیدی) و احمد کیا (حمیدرضا آذرنگ) فرزندخوانده‌های سروش‌اند و سیاوش نه تنها مورداعتمادترین فرد نزد سروش است، بلکه دلبستهٔ مهتاب (پگاه آهنگرانی)، دختر او هم هست؛ اما مهتاب رابطهٔ عاطفی با بهمن (پولاد کیمیایی)، خوانندهٔ پاپ، دارد. تعطیلی کنسرت‌ها و دامنهٔ اختلافات اقتصادی سروش و شرکت پیسارو، تاوانی دارد که نه فقط اطرافیانش بلکه همهٔ مردم باید آن را بپردازند…

## بازیگران
| بازیگر         | نقش                                              |
| -------------- | ------------------------------------------------ |
| پرویز پرستویی  | حاج‌آقا دکتر جلال سروش                            |
| امیر جدیدی     | سیاوش مطلق                                       |
| پگاه آهنگرانی  | مهتاب سروش                                       |
| پرویز پورحسینی | حاج‌آقا نوربخش                                    |
| حمیدرضا افشار  | زاهدی                                            |
| حمیدرضا آذرنگ  | احمد کیا                                         |
| پولاد کیمیایی  | بهمن                                             |
| سعید پیردوست   | خریدار کارخانه                                   |
| لعیا زنگنه     | همسر حاج‌آقا دکتر جلال سروش (مادر مهتاب و برادرش) |

## حاشیه
بارها اختلافات کارگردان (مسعود کیمیایی) و تهیه‌کنندهٔ (منصور لشکری قوچانی) این اثر رسانه‌ای شد و هر کدام از طرفین معتقد به اعمال تدوین مورد نظر خودشان بودند.
تهیه‌کنندهٔ این فیلم علاوه بر کارگردان، فرزند او یعنی پولاد کیمیایی را نیز در پیشامد این چنین حواشی‌ای مقصر می‌دانست. پرویز پرستویی (در نقش دکتر جلال سروش) نیز پس از اکران عمومی در مصاحبه‌ای با فریدون جیرانی از نحوهٔ تدوین فیلم انتقاد کرد و از نسخهٔ منتشرشده این فیلم ابراز ناخرسندی نمود.

## جوایز
- ۲ کاندیدای تندیس یازدهمین جشن انجمن منتقدان و نویسندگان سینمایی
- ۲ کاندیدای تندیس زرین بیستمین جشن خانه سینما
- ۵ کاندیدای تندیس حافظ هجدهمین جشن دنیای تصویر و برنده جایزه ویژه بهترین بازیگر